# Zimbabwe na igrzyskach Wspólnoty Narodów
Zimbabwe wystartowało po raz pierwszy na igrzyskach Wspólnoty Narodów w 1934 roku na igrzyskach w Londynie. Do 1962 roku startowało jako: Rodezja (1934 - 1950), Rodezja Południowa (1954) oraz Federacja Rodezji i Niasy (1958 - 1962). Ostatni start reprezentacji Zimbabwe miał miejsce w 2002 roku w Manchesterze. Rok później Zimbabwe wystąpiło ze Wspólnoty Narodów, tracąc jednocześnie możliwość startu w igrzyskach.

## Klasyfikacja medalowa
| Igrzyska          | Złoto | Srebro | Brąz | Razem |
| ----------------- | ----- | ------ | ---- | ----- |
| 1934 Londyn       | 0     | 0      | 2    | 2     |
| 1938 Sydney       | 0     | 0      | 2    | 2     |
| 1950 Auckland     | 0     | 1      | 0    | 1     |
| 1954 Vancouver    | 3     | 6      | 3    | 12    |
| 1958 Cardiff      | 0     | 0      | 3    | 3     |
| 1978 Edmonton     | 0     | 0      | 0    | 0     |
| 1982 Brisbane     | 1     | 0      | 0    | 1     |
| 1990 Auckland     | 0     | 2      | 1    | 3     |
| 1994 Victoria     | 0     | 3      | 3    | 6     |
| 1998 Kuala Lumpur | 2     | 0      | 3    | 5     |
| 2002 Manchester   | 1     | 1      | 0    | 2     |
| Razem             | 7     | 13     | 17   | 37    |

### Według dyscyplin
| Dyscyplina    | Złoto | Srebro | Brąz | Razem |
| ------------- | ----- | ------ | ---- | ----- |
| Bowls         | 3     | 1      | 3    | 8     |
| Boks          | 1     | 7      | 5    | 13    |
| Lekkoatletyka | 1     | 3      | 6    | 11    |
| Skoki do wody | 1     | 2      | 1    | 4     |
| pływanie      | 1     | -      | -    | 1     |
| Zapasy        | -     | -      | 1    | 1     |
| Razem         | 7     | 13     | 17   | 37    |